# Amarelo-Vermelho-Azul
Amarelo-Vermelho-Azul é uma pintura a óleo sobre tela realizada pelo artista russo Wassily Kandinsky em 1925. É uma pintura que inclui as cores primárias, tal como triângulos, quadrados e círculos, além de elementos abstratos. O lado esquerdo caracteriza-se por cores vivas, inclusão de linhas direitas, retângulos e quadrados; o lado direito, é mais soturno, com cores escuras e figuras abstratas. Este trabalho de Kandisnky distancia-o do Construtivismo e do Suprematismo, em voga neste período. 